# Mãi yêu (phim truyền hình của hãng ABS-CBN)
Mãi yêu (tiếng Philippines: Walang Hanggan; tiếng Anh: My Eternal) là phim truyền hình Philippines của hãng ABS-CBN. Đây là bộ phim có rating khá cao. Tính đến ngày 26 tháng 10 năm 2012 bộ phim đã đạt rating 45,4% tại Philippines.

## Tóm tắt phim
Chuyện phim bắt đầu bởi tình yêu đẹp nhưng đầy trắc trở của Marco Montenegro (Richard Gomez) người thừa kế của gia tộc Montenegro nổi tiếng với nghề làm rượu vang và Emily Cardenas (Dawn Zulueta) con gái một người làm công. Margaret (Helen Gamboa), mẹ Marco đã ngăn cản tình yêu không môn đăng hộ đối của con trai bằng cách khiến cho Emily phải vào tù, biến giọt máu của Marco và Emily thành con nuôi của một gia đình khác và ép Marco kết hôn với cô gái Jane Bonifacio (Rita Avila), một chủ ngân hàng giàu có. Emily thề trả thù bằng mọi giá và nhất định cô sẽ phải thành người giàu, có địa vị ngang hàng như nhà Montenegro.
Daniel Cruz (Coco Martin), con trai Marco và Emily lớn lên trong một gia đình công nhân tại vườn nho kế bên trang trại nhà Montenegro. Khi có cậu chủ mới Tomas Alcantara (Joem Bascon), lên nắm quyền điều hành, Daniel phải chịu biết bao khổ cực. Người duy nhất khiến Daniel hạnh phúc chính là cô gái Katerina Alcantara (Julia Montes) thánh thiện - em gái của Tomas.
Bất hạnh thay cho Daniel, Katerina chính là cô gái sẽ hứa hôn với Nathan Montenegro (Paulo Avelino) - cậu chủ giàu có của nhà Montenegro - con trai của Marco qua sự mai mối của Tomas độc ác với mục đích kiếm tiền bất chính qua Katerina. Trái tim anh như vỡ tung vào ngày Katerina lên xe hoa. Daniel nghĩ rằng Katerina vì đã hết yêu mình nên kết hôn với Nathan. Không còn gì níu kéo, Daniel ra đi. Anh gặp lại Emily và dần trở thành quân bài trong kế hoạch chống lại nhà Montenegro của người mẹ mà anh không hề hay biết.

## Diễn viên
- Coco Martin vai Emil "Daniel Cruz" Cardenas / Daniel Guidotti
- Julia Montes vai Katerina Alcantara-Guidotti
- Richard Gomez vai Marco Montenegro
- Dawn Zulueta vai Emilia "Emily" Cardenas / Emilia "Emily" Guidotti-Montenegro
- Helen Gamboa vai Margaret Cruz-Montenegro
- Susan Roces vai Virginia "Henya" Cruz
- Paulo Avelino vai Nathaniel "Nathan" Montenegro
- Melissa Ricks vai Patricia "Johanna Montenegro" Bonifacio
- Joem Bascon vai Tomas Alcantara
- Rita Avila / Eula Valdez vai Jane Bonifacio-Montenegro / Jean "Black Lily" Bonifacio
- Noni Buencamino vai Miguel Ramos